# Theridion dreisbachi
Theridion dreisbachi är en spindelart som beskrevs av Claude Lévi 1959. Theridion dreisbachi ingår i släktet Theridion och familjen klotspindlar. Inga underarter finns listade i Catalogue of Life.